# أرباح التأمين
ارباح التأمين في الاقتصاد (بالإنجليزية: Insurance dividend) هي أرباح تعطيها شركة التأمين ، مثل شركة التأمين على الحياة ، تعطي ربحا سنويا وتضمه إلى مبلغ التأمين للفرد . وتتكون تلك الأرباح عن الإدارة الكفيئة للشركة ، وتشغيل الأموال المتجمعة لديها ، وحسن تقديرها لأخطار عمليات التأمين . وينطبق هذا النظام أيضا على بوالص التأمين ضد الحريق وضد الحوادث .